# إيرا ساكس
إيرا ساكس (بالإنجليزية: Ira Sachs) (و. 1965  م) هو مخرج أفلام، وكاتب سيناريو، ومنتج أفلام، وكاتب أمريكي، ولد في ممفيس، تينيسي.

## التعليم
تعلم في جامعة ييل.

## جوائز وترشيحات
حصل على جوائز منها:
- جائزة الروح المستقلة لأفضل مخرج (2013)
- جائزة الروح المستقلة لأفضل سيناريو [الإنجليزية]‏ (2013)
- Gotham Independent Film Award for Breakthrough Director [الإنجليزية]‏ (1997)

ترشح لـ:
- جائزة الروح المستقلة لأفضل مخرج، عن عمل: Keep the Lights On [الإنجليزية]‏ (2013)
- جائزة الروح المستقلة لأفضل سيناريو  [لغات أخرى]‏، عن عمل: Keep the Lights On [الإنجليزية]‏ (2013)
- Gotham Independent Film Award for Breakthrough Director [الإنجليزية]‏، عن عمل: The Delta (film) [الإنجليزية]‏ (1997).

## وصلات خارجية
- إيرا ساكس على موقع IMDb (الإنجليزية)
- إيرا ساكس على موقع مونزينجر (الألمانية)
- إيرا ساكس على موقع ألو سيني (الفرنسية)
- إيرا ساكس على موقع أول موفي (الإنجليزية)
- إيرا ساكس على موقع قاعدة بيانات الأفلام السويدية (السويدية)
- إيرا ساكس على موقع قاعدة بيانات الفيلم (الإنجليزية)
- إيرا ساكس على موقع كينوبويسك (الروسية)